# Carrapicho
 (juin 2024).
Si vous disposez d'ouvrages ou d'articles de référence ou si vous connaissez des sites web de qualité traitant du thème abordé ici, merci de compléter l'article en donnant les références utiles à sa vérifiabilité et en les liant à la section « Notes et références ».
Carrapicho est un groupe brésilien mené par le chanteur Zezinho Corrêa ( - 6 février 2021).
Carrapicho est surtout connu à l'international pour son tube Tic, tic tac qui a été numéro 1 des ventes dans plusieurs pays d'Europe dont la France, ainsi qu'en Amérique du Sud et en Israël.
Carrapicho a sorti plusieurs albums dans les années 1980 et 90. Le groupe a été popularisé en France grâce à Patrick Bruel. En 1996, lors du tournage du film Le Jaguar de Francis Veber, il repère le groupe et la chanson Tic Tic Tac. Il joue alors les intermédiaires pour exporter le morceau en France. Le clip et sa réalisation sont quant à eux signés de Théodora Gourgouras (qui gagnera un prix pour ceux-ci). Le titre est devenu un tube de l'été 1996. 
Carrapicho désire propager la culture amazonienne dans leur musique.

## Membres
- Zezinho Corrêa - chanteur
- Raimundo Nonato do Nascimento - chanteur
- Robertinho Martins Chaves - guitare
- Otávio Rodrigues da Silva - bajo
- Edson Ferreira do Vale - accordéon
- Carlinhos Bandeira - clavier
- Ronalto Jesus - batterie

## Danseurs
- Santos Ianael
- Tatiana Oliveira
- Hira Mesquita
- Praia Hudson

## Discographie
- 1983 - Groupe Carrapicho - Continental
- 1985 - Groupe Carrapicho - Continental
- 1987 - Ginga Forró - Continental
- 1988 - Eita! Chegou à temps - Continental
- 1989 - Douze jeitinho Com - Continental
- 1992 - Sacolejo - Continental
- 1993 - 13 années de succès - Continental
- 1993 - Baticundum - indépendant
- 1995 - Bumbalanço - indépendant
- 1996 - Grandes Sucessos - indépendant
- 1996 - Festa do Boi Bumba - BMG
- 1997 - Rebola - BMG
- 1998 - Amor Quero - BMG
- 2000 - Marrakech Trem - Universal Music
- 2001 - Floresta da Gente - Universal Music
- 2002 - Forró Carrapicho pas Universal Music-
- 2004 - Ritmo Quente - Brasil Som / Livre Som

### Liens
- Site officiel
- Ressources relatives à la musique :   - Billboard
  - Discogs
  - MusicBrainz
  - Muziekweb
  - Taratata
- Notices d'autorité :   - VIAF
  - ISNI